# Oligia ferrealis
Oligia ferrealis là một loài bướm đêm trong họ Noctuidae.